# Blog kulinarny Angie
Blog kulinarny Angie (wł. Angie e le Ricette di Violetta, 2014) – włoski program kulinarny dla dzieci. Program ten miał swoją premierę we Włoszech 9 czerwca 2014 na antenie Disney Channel. W Polsce program ten miał swoją premierę 20 października 2014 na kanale Disney Channel.
Program został przedłużony o kolejny sezon, który miał premierę we Włoszech 18 czerwca 2015.
Prowadzącą programu jest Angie, ciocia Violetty, która założyła bloga, aby zrobić różne dania dla Violetty, jej przyjaciół i rodziny, i czasami bierze porady od Olgi, by stać się niesamowitą kucharką.

## Wersja polska
Wersja polska: SDI Media Polska

Reżyseria: Joanna Węgrzynowska-Cybińska

Dialogi: Anna Izdebska

Koordynacja produkcji: Ewa Krawczyk

Udział wzięli:
- Agnieszka Fajlhauer – Ángeles „Angie” Carrará
- Katarzyna Kozak – Olga Patricia Peña
- Agnieszka Mrozińska-Jaszczuk – Violetta Castillo (odc. 2-3, 9, 11, 13-14, 19)
- Karol Osentowski – León Vargas (odc. 2)
- Monika Pikuła – Francesca Cauviglia (odc. 4, 6, 9, 13, 19)
- Magdalena Krylik – Camila Torres (odc. 4, 9, 19)
- Beniamin Lewandowski – Marco Tavelli (odc. 4, 6)
- Jacek Król – Germán Castillo (odc. 5, 12)
- Artur Kaczmarski – trener w siłowni (odc. 5)
- Tomasz Steciuk – Roberto Benvenuto „Beto” (odc. 6)
- Karol Jankiewicz – Andrés Calixto (odc. 7)
- Anna Gajewska – Jade LaFontaine (odc. 12)
- Krzysztof Plewako-Szczerbiński – Matías LaFontaine (odc. 12)
- Jakub Mróz – Luca Cauviglia (odc. 13)
- Łukasz Węgrzynowski – Diego Hernández (odc. 14)

i inni
Lektor: Artur Kaczmarski

## Spis odcinków
1. Lody owocowe
2. Kruche ciasteczka w kształcie serduszek
3. Roladki z wędzonego łososia
4. Kanapeczki
5. Pomidorowe tulipany
6. Jajka w kształcie serc
7. Babeczki
8. Caprese w słoiku
9. Rożki lodowe
10. Babeczki z guacamole i krewetkami
11. Zapiekanki w kształcie nut
12. Szarlota
13. Lizaki
14. Pizza w kształcie serca
15. Łosoś z truskawkami
16. Koktajl owocowy
17. Serowe smakołyki
18. Meksykańskie fajitas
19. Kosze makaronu
20. Serca z sera

## Odcinki
| Sezon | Sezon | Odcinki | Odcinki we Włoszech | Odcinki we Włoszech  | Odcinki w Polsce     | Odcinki w Polsce |
| Sezon | Sezon | Odcinki | Premiera sezonu     | Finał sezonu         | Premiera sezonu      | Finał sezonu     |
| ----- | ----- | ------- | ------------------- | -------------------- | -------------------- | ---------------- |
|       | 1     | 20      | 9 czerwca 2014      | 24 października 2014 | 20 października 2014 | 2014             |
|       | 2     | 20      | 8 czerwca 2015      | 3 lipca 2015         | bd.                  | bd.              |